# マーク・ローレンス (ラグビー審判員)
マーク・ローレンス（Mark Lawrence、1965年6月16日 – ）は、南アフリカ共和国のラグビーユニオン審判員。彼が初めてテストマッチでレフリーを務めたのは2000年のときであった。彼は2003年ワールドカップと2007年ワールドカップにおいてマッチオフィシャルに選出され、タッチジャッジとテレビジョンマッチオフィシャルを担当した。
彼は2007年カリーカップ決勝（フリーステイト・チーターズ対ゴールデン・ライオンズ）と2008年スーパー14決勝（クルセイダーズ対ワラターズ）でレフリーを務めた。
2011年9月、彼は新しい世代の審判員の育成に専念するため、テストラグビーからの引退を発表した。